# The Voice: la plus belle voix
The Voice: la plus belle voix é um talent show francês que estreou no dia 25 de fevereiro de 2012. O programa é baseado no formato original holandês The Voice of Holland, criado pelo produtor televisivo John de Mol.

## Linha do tempo dos técnicos

### Linha do tempo dos técnicos
| Temporadas    | Temporadas | Temporadas | Temporadas | Temporadas | Temporadas | Temporadas | Temporadas | Temporadas |
| Técnicos      | 1          | 2          | 3          | 4          | 5          | 6          | 7          | 8          |
| ------------- | ---------- | ---------- | ---------- | ---------- | ---------- | ---------- | ---------- | ---------- |
| Florent Pagny |            |            |            |            |            |            |            |            |
| Jenifer       |            |            |            |            |            |            |            |            |
| Louis         |            |            |            |            |            |            |            |            |
| Garou         |            |            |            |            |            |            |            |            |
| Mika          |            |            |            |            |            |            |            |            |
| Zazie         |            |            |            |            |            |            |            |            |
| Matt          |            |            |            |            |            |            |            |            |
| Pascal        |            |            |            |            |            |            |            |            |
| Julien        |            |            |            |            |            |            |            |            |
| Soprano       |            |            |            |            |            |            |            |            |

## Sumário de temporadas

### Sumário de temporadas
| Equipa Florent Equipa Jenifer Equipa Louis Equipa Garou | Equipa Mika Equipa Zazie Equipa Matt Equipa Pascal | Equipa Julien Equipa Soprano Equipa Amel Equipa Lara | Equipa Marc Equipa Vianney |

| Season | Estreia                   | Final               | Vencedor(a)    | Vice                | Terceiro lugar  | Quarto lugar     | Técnico Venncedor | Apresentadores | Apresentadores       | Técnicos (ordem) | Técnicos (ordem) | Técnicos (ordem) | Técnicos (ordem) |
| Season | Estreia                   | Final               | Vencedor(a)    | Vice                | Terceiro lugar  | Quarto lugar     | Técnico Venncedor | Apresentadores | Apresentadores       | 1                | 2                | 3                | 4                |
| ------ | ------------------------- | ------------------- | -------------- | ------------------- | --------------- | ---------------- | ----------------- | -------------- | -------------------- | ---------------- | ---------------- | ---------------- | ---------------- |
| 1      | 25 de Feverereiro de 2012 | 12 de Maio de 2012  | Stéphan Rizon  | Louis Delort        | Al.Hy           | Aude Henneville  | Florent Pagny     | Nikos Aliagas  | Virginie de Clausade | Florent          | Jenifer          | Louis            | Garou            |
| 2      | 02 de Fevereiro de 2013   | 18 de Maio de 2013  | Yoann Fréget   | Olympe              | Nuno Resende    | Loïs Silvin      | Garou             | Nikos Aliagas  | Karine Ferri         | Florent          | Jenifer          | Louis            | Garou            |
| 3      | 11 de Janeiro de 2014     | 10 de Maio de 2014  | Kendji Girac   | Maximilien Philippe | Amir Haddad     | Wesley           | Mika              | Nikos Aliagas  | Karine Ferri         | Florent          | Jenifer          | Mika             | Garou            |
| 4      | 10 de Janeiro de 2015     | 25 de Abril de 2015 | Lilian Renaud  | Anne Sila           | David Thibault  | Côme             | Zazie             | Nikos Aliagas  | Karine Ferri         | Florent          | Jenifer          | Mika             | Zazie            |
| 5      | 30 de Janeiro de 2016     | 14 de Maio de 2016  | Slimane Nebchi | MB14                | Antoine         | Clément Verzi    | Florent Pagny     | Nikos Aliagas  | Karine Ferri         | Florent          | Mika             | Zazie            | Garou            |
| 6      | 18 de Fevereiro de 2017   | 10 de Junho de 2017 | Lisandro Cuxi  | Lucie Vagenheim     | Vincent Vinel   | Nicola Cavallaro | Matt Pokora       | Nikos Aliagas  | Karine Ferri         | Florent          | Mika             | Zazie            | Matt             |
| 7      | 27 de Janeiro de 2018     | 12 de Maio 2018     | Maëlle Pistoia | Raffi Arto          | Yoann Casanova  | Xam Hurricane    | Zazie             | Nikos Aliagas  | Karine Ferri         | Florent          | Zazie            | Mika             | Pascal           |
| 8      | 09 de Fevereiro de 2019   | 06 de Junio de 2019 | Whitney Marin  | Clément Albertini   | Sidoine Rémy    | Pierre Danaé     | Mika              | Nikos Aliagas  | Karine Ferri         | Julien           | Jenifer          | Mika             | Soprano          |
| 9      | Fevereiro de 2020         | Junio de 2020       | Abi Bernadoth  | Gustine             | Tom Rochet      | Antoine Delie    | Pascal Obispo     | Nikos Aliagas  | Karine Ferri         | Pascal           | Amel             | Lara             | Marc             |
| 10     | Fevereiro de 2021         | Junio de 2021       | Marghe Davico  | Jim Bauer           | Mentissa Azziza | Cyprien Zeni     | Florent Pagny     | Nikos Aliagas  | Karine Ferri         | Florent          | Amel             | Vianney          | Marc             |

### Time de Técnicos
- Vencedor(a)
- Vice-Campeão
- Terceiro Lugar
- Quarto Lugar

Vencedores estão em negrito, os finalistas em final listados em primeiro lugar, os artistas roubados estão em fonte em itálico, e os artistas eliminados estão em fonte pequena.
| Temporada | Florent Pagny                                                          | Jenifer                                                                 | Louis Bertignac                                                                   | Garou                                                             |
| --------- | ---------------------------------------------------------------------- | ----------------------------------------------------------------------- | --------------------------------------------------------------------------------- | ----------------------------------------------------------------- |
| 1         | Stéphan Rizon Dominique Magloire Stéphanie Lamia Lise Darly            | Al.Hy Amalya Thomas Mignot Sonia Lacen                                  | Aude Henneville Rubby Louise Vigon                                                | Louis Delort Atef Jhony Maalouf Blandine Aggery                   |
| 2         | Nuno Resende Dièse Benjamin Bocconi Pierre G.                          | Olympe Anthony Touma Laura Chab Sarah Bismuth                           | Loïs Silvin Louane Emera Cécilia Pascal Shadoh                                    | Yoann Fréget Emmanuel Djob Baptiste Defromont Manurey             |
| Temporada | Florent Pagny                                                          | Jenifer                                                                 | Mika                                                                              | Garou                                                             |
| 3         | Wesley Stacey King Charlie Juliette Moraine Claudia Costa Bruno Moreno | Amir Haddad Manon Trinquier La Petite Shade Lioan Emma Shaka Ginie Line | Kendji Girac Élodie Martelet Fréro Delavega Caroline Savoie Marina D'Amico Spleen | Maximilien Philippe Igit Flo Natacha Andreani Tifayne Pierre Edel |
| Temporada | Florent Pagny                                                          | Jenifer                                                                 | Mika                                                                              | Zazie                                                             |
| 4         | Anne Sila Camille Lellouche Awa Sy Elvya Gary                          | Côme Battista Acquaviva Alvy Zamé Manon Palmer                          | David Thibault Hiba Tawaji Yann'Sine Jebli Sharon Laloum                          | Lilian Renaud Guilhem Valayé Yoann Launey Mathilde Bonneterre     |
| Temporada | Florent Pagny                                                          | Mika                                                                    | Zazie                                                                             | Garou                                                             |
| 5         | Slimane Nebchi Amandine Rapin Lucyl Cruz Ana Ka                        | MB14 Arcadian Gabriella Laberge Tamara Weber-Fillon                     | Clément Verzi Sol Léna Woods Philippine                                           | Antoine Anahy Alexandre Carcelen Mood                             |
| Temporada | Florent Pagny                                                          | Mika                                                                    | Zazie                                                                             | Matt Pokora                                                       |
| 6         | Lucie Vagenheim Shaby Hélène Siau Julia Paul                           | Vincent Vinel Audrey Joumas Imane Mchangama The SugaZz                  | Nicola Cavallaro Matthieu Baronne Marvin Dupré Emmy Liana                         | Lisandro Cuxi Ann-Shirley Ngoussa Marius Dilomé                   |
| Temporada | Florent Pagny                                                          | Zazie                                                                   | Mika                                                                              | Pascal Obispo                                                     |
| 7         | Raffi Arto Yasmine Ammari Hobbs Gabriel                                | Maëlle Pistoia B. Demi-Mondaine Edouard Edouard Liv Del Estal           | Yoann Casanova Frédéric Longbois Guillaume Sherley Parédès                        | Xam Hurricane Ecco Betty Patural Kriill                           |